# Alberico da Barbiano
Pour les articles homonymes, voir Alberico da Barbiano (homonymie).
Alberico da Barbiano né à Barbiano di Cotignola (Émilie-Romagne) en 1344, mort à Città della Pieve (Ombrie) le 26 avril 1409  est un condottiere Italien du XVe siècle.

## Biographie
Alberico da Barbiano est de haute lignée aristocratique. Il apprend le maniement des armes auprès de John Hawkwood.
Alberico fonde à l’âge de trente ans la « Compagnie de Saint-Georges. ». C'est la première compagnie entièrement composée de milices Italiennes alors qu’à cette époque elles sont composées habituellement de soldats étrangers. Il constitue une nouvelle organisation, la barbute, équipe de trois hommes, le chef de lance, l'écuyer sur un cheval de combat et le servant monté sur un roncin.Sa tactique fait école auprès de Jacopo dal Verne, Facino Cane et Attendolo Sforza. De cette compagnie sortent des condottieres illustres comme Braccio da Montone et Muzio Attendolo Sforza. La première condotta nait en 1378 et loue ses services à Bernabo Visconti contre les Scaliger de Vérone alliés aux da Carrara de Padoue.
Son talent reconnu, Le pape Urbain VI et Catherine de Sienne font appel à ses services afin de défendre Rome contre les Bretons, lesquels marchent sur Rome afin de mettre à la tête de l’église Clément VII. La Bataille de Marino entre la papauté et les Bretons de Bernard de la Salle a lieu à 12 milles au nord de Rome le 30 avril 1379. Alberico, vainqueur, entre triomphalement à Rome, le pape venant à sa rencontre les pieds nus pour lui remettre un grand étendard blanc barré d’une croix rouge sur lequel est insctite la maxime LI-IT-AB-EXT (L'Italie libérée des barbares). Il est nommé sénateur de l’État de l’Église.
Les bretons battus, il se met au service des Hongrois arrivés à la suite de Charles de Durazzo, fils du roi de Hongrie, et héritier du trône de Naples sous le nom de Charles III. Il défit les troupes de la reine  Jeanne Ire de Naples qui s'est déclarée en faveur de Clément VII. Alberico obtient ainsi le titre de Connétable du royaume de Naples de Charles de Durazzo . Ensuite, Alberico entre au service du duc de Milan Gian Galeazzo Visconti et, avec son frère Jean, il pénètre dans Florence en 1397. Apprenant la pendaison de son frère Jean à Bologne (1399), Alberico alors âgé de 55 ans assiége Faenza, gouvernée  par les Manfredi, responsables  du crime. La ville occupée, il la vend au Cardinal Cossa, lequel devient alors son pire ennemi. Alberico, par vengeance, empêche l’arrivée des chariots de blé en provenance de la Toscane pendant la disette de 1405 et est excommunié par le pape Innocent VII. Il se retire à Naples quand il apprend le différend entre ses deux fils Ludovic, comte de Zagonara, et Manfred, comte de Lugo.
Il n’arrive jamais en Romagne : il meurt d'infection rénale à Città della Pieve  le 26 avril 1409 à l’âge de 65 ans.

## Sources
- (it) Cet article est partiellement ou en totalité issu de l’article de Wikipédia en italien intitulé « Alberico da Barbiano » (voir la liste des auteurs).